# Río Ireng
El río Ireng (también conocido como río Maú) es un río amazónico que forma parte de la frontera occidental entre Guyana y Brasil También sirve de frontera con  la disputada Guayana Esequiba la cual Administra Guyana.

## Geografía
El río Ireng está localizado entre la región de Alto Takutu-Alto Essequibo (Guyana) y el estado brasileño de Roraima. En la mayor parte de su recorrido discurre por el fondo de los valles de la sierra Pacaraima, marcando el límite del territorio indígena brasileño de Raposa Serra do Sul Discurre en dirección sur, siendo el único río principal en Guyana que fluye de norte a sur. Desagua en el río Tacutu, un afluente del Río Branco, a su vez afluente del río Negro (Amazonas) y finalmente del río Amazonas, siendo el tributario más al norte de toda la cuenca amazónica y el río brasileño más al norte.
En Brasil discurre por la frontera del municipio de Uiramutã (8.066 km² y 7.742 hab. en 2008) y Normandía (6.967 km² y 7.403 hab. en 2008). Baña las localidades de Orinduik, Rera, Normandía y Conceição de Mau, donde desagua en el río Tacutu.
Se le considera uno de los ríos más atractivos de los muchos que posee Guyana. Tiene cinco zonas de cascadas y rápidos —Cachoeiras das Caveiras, Apertar da Hora, Sete Quedas, Jauari y Saúba Pedral— y dos importantes cataratas, Orinduik y Takagka.